# Mary Hayley Bell
Mary Hayley Bell (* 22. Januar 1911 in Shanghai; † 1. Dezember 2005 in Denham, Buckinghamshire) war eine britische Schauspielerin und Dramatikerin.

## Leben
Der Vater von Mary Hayley Bell arbeitete als britischer Regierungsbeauftragter in China, die Familie zog später nach Tianjin. Dort begegneten sich Mary Bell und der Schauspieler John Mills in den 1930er-Jahren das erste Mal. 1939 trafen sie sich erneut, als Mary Bell in Tony Draws ein Pferd im Comedy Theater spielte. Am 16. Januar 1941 heirateten Mills und Bell. Die kirchliche Trauung erfolgte allerdings erst am 16. Januar 2001, ihrem sechzigsten Hochzeitstag.
Bell beendete mit ihrer Hochzeit ihre Karriere, da sie es als zu kompliziert erachtete, zwei Schauspieler in der Familie zu haben. Alle drei Kinder sind ebenfalls im Showgeschäft: Die Töchter Juliet Mills (* 1941) und Hayley Mills (* 1946) sind Schauspielerinnen, Sohn Jonathan Mills (* 1949) ist Autor und Filmproduzent.
Begonnen hatte Bells Karriere 1928 mit der Komödie Volpone. 1935 folgte der Film Vintage Wine. 1955 trat sie in The Shrike noch einmal in derselben Rolle auf, 1958 brachte sie diese wieder zum Broadway. Diese Auftritte blieben jedoch Ausnahmen. In The Big Freeze (1993) war sie zuletzt als Altenheimbewohnerin zu sehen, ohne im Abspann erwähnt zu werden.
Statt zu schauspielern schrieb Bell Romane und Dramen. Zunächst verfasste sie vier Theaterstücke: Men in Shadow (1942), Angel (1947), Duet for Two Hands (1945) und The Uninvited Guest (1953) – ihr Ehemann   spielte in allen mit. Es folgten der Roman Whistle Down the Wind (1961), ihre Mitarbeit an Sky West and Crooked (1966) und nebenbei die Mitarbeit an den Dialogen von Scotts letzte Fahrt (1948). Das Buch Whistle Down the Wind (dt. Wenn der Wind weht. Eine moderne Fabel) wurde 1961 verfilmt. 1989 war er Vorlage für das Musical Whistle Down the Wind von Andrew Lloyd Webber.
Seit 1975 lebte das Paar in Denham (Buckinghamshire) auf einem Landsitz. Erst 2003 zogen die Eheleute in einen Bungalow, da sie die Treppen nicht mehr steigen konnten. Bell erkrankte an Alzheimer und saß zuletzt im Rollstuhl. Am 1. Dezember 2005 starb Mary Bell als Witwe, da ihr Mann acht Monate zuvor, am 23. April 2005, im Alter von 97 Jahren verstorben war.